# Getaneh Molla
Getaneh Tamire Molla, né le 10 janvier 1994, est un athlète éthiopien spécialiste des courses de fond. Il remporte la médaille d'or du 5 000 m aux Jeux africains de 2015.
Il remporte le marathon de Dubaï 2019, en battant le record de l'épreuve et son record personnel (2 h 03 min 34 s).

## Palmarès
| Date | Compétition            | Lieu        | Résultat | Épreuve | Temps          |
| ---- | ---------------------- | ----------- | -------- | ------- | -------------- |
| 2015 | Jeux africains         | Brazzaville | 1er      | 5 000 m | 13 min 21 s 88 |
| 2016 | Championnats d'Afrique | Durban      | 4e       | 5 000 m | 13 min 17 s 84 |
| 2018 | Championnats d'Afrique | Asaba       | 2e       | 5 000 m | 13 min 49 s 06 |

### Records
| Épreuve       | Performance     | Lieu      | Date             |
| ------------- | --------------- | --------- | ---------------- |
| 5 000 m       | 12 min 59 s 58  | Bruxelles | 31 août 2018     |
| Semi-marathon | 1 h 00 min 34 s | Lille     | 2 septembre 2017 |
| Marathon      | 2 h 03 min 34 s | Dubaï     | 25 janvier 2019  |